# Громник (гміна)
Гміна Громник (пол. Gmina Gromnik) — сільська гміна у південній Польщі. Належить до Тарновського повіту Малопольського воєводства.
Станом на 31 грудня 2011 у гміні проживало 8707 осіб.

## Площа
Згідно з даними за 2007 рік площа гміни становила 69.81 км², у тому числі:
- орні землі: 65.00%
- ліси: 25.00%

Таким чином, площа гміни становить 4.93% площі повіту.

## Населення
Станом на 31 грудня 2011:
| Опис     | Загалом | Загалом | Чоловіки | Чоловіки | Жінки | Жінки |
| -------- | ------- | ------- | -------- | -------- | ----- | ----- |
| одиниця  | осіб    | %       | осіб     | %        | осіб  | %     |
| все      | 8707    | 100     | 4346     | 49.91    | 4361  | 50.09 |
| міське   | 0       | 100     | 0        |          | 0     |       |
| сільське | 8707    | 100     | 4346     | 49.91    | 4361  | 50.09 |

## Сусідні гміни
Гміна Громник межує з такими гмінами: Жепенник-Стшижевський, Заклічин, Плесьна, Тухув, Ценжковіце.